# Sonorella
Sonorella é um género de gastrópode  da família Helminthoglyptidae.

## Espécies
- Sonorella allynsmithi
- Sonorella ambigua
- Sonorella anchana
- Sonorella animasensis
- Sonorella apache
- Sonorella ashmuni
- Sonorella baboquivariensis
- Sonorella bagnarai
- Sonorella bartschi
- Sonorella bequaerti
- Sonorella bicipitis
- Sonorella binneyi
- Sonorella bowiensis
- Sonorella bradshaveana
- Sonorella caerulifluminis
- Sonorella christenseni
- Sonorella clappi
- Sonorella coloradoensis
- Sonorella coltoniana
- Sonorella compar
- Sonorella dalli
- Sonorella danielsi
- Sonorella delicata
- Sonorella dragoonensis
- Sonorella eremita
- Sonorella ferrissi
- Sonorella franciscana
- Sonorella galiurensis
- Sonorella grahamensis
- Sonorella granulatissima
- Sonorella hachitana
- Sonorella huachucana
- Sonorella imitator
- Sonorella imperatrix
- Sonorella imperialis
- Sonorella insignis
- Sonorella macrophallus
- Sonorella magdalenensis
- Sonorella meadi
- Sonorella metcalfi
- Sonorella micra
- Sonorella micromphala
- Sonorella milleri
- Sonorella mustang
- Sonorella neglecta
- Sonorella odorata
- Sonorella optata
- Sonorella orientis
- Sonorella papagorum
- Sonorella parva
- Sonorella reederi
- Sonorella rinconensis
- Sonorella rooseveltiana
- Sonorella russelli
- Sonorella sabinoensis
- Sonorella santaritana
- Sonorella simmonsi
- Sonorella sitiens
- Sonorella superstitionis
- Sonorella todseni
- Sonorella tortillita
- Sonorella tryoniana
- Sonorella vespertina
- Sonorella virilis
- Sonorella walkeri
- Sonorella waltoni
- Sonorella xanthenes